# Ащисай (село)
Ащисай (каз. Ащысай, до 199? г. — Каратурык) — село в Енбекшиказахском районе Алматинской области Казахстана. Расположено в 60 км к северо-востоку от города Есик. Входит в состав Каратурыкского сельского округа. Код КАТО — 194057200.
Основные занятия — возделывание табака, овощей. Через Ащисай проходит автомобильная дорога Алматы — Нарынкол.

## Население
В 1999 году население села составляло 3761 человек (1904 мужчины и 1857 женщин). По данным переписи 2009 года, в селе проживало 3526 человек (1737 мужчин и 1789 женщин).